# Anne de Hesse-Darmstadt
Titre
Grande-duchesse de Mecklembourg-Schwerin (en)
4 juillet 1864 – 16 avril 1865
(9 mois et 12 jours)
Anne de Hesse-Darmstadt, née le 25 mai 1843 à Darmstadt et morte le 16 avril 1865 à Schwerin, est une princesse du grand-duché de Hesse et la seconde épouse de Frédéric-François II, grand-duc de Mecklembourg-Schwerin.

## Enfance
La princesse Anne de Hesse-Darmstadt, troisième enfant et unique fille du prince Charles de Hesse-Darmstadt et de son épouse, la princesse Élisabeth de Prusse est née à Bessungen, dans le grand-duché de Hesse .  Son grand-père paternel était Louis II, grand-duc de Hesse et sa mère était une petite-fille du roi Frédéric-Guillaume II de Prusse.  Nièce de la reine de Bavière Marie de Prusse, elle est une cousine utérine du roi Louis II de Bavière. Les deux cousins entretiendront une correspondance interrompue par le décès prématuré de la grande-duchesse.
Son frère aîné, Louis épousa, en 1862, la princesse Alice du Royaume-Uni, troisième enfant et seconde fille de la reine Victoria.

## Mariage
Jeune fille, Anne fut considérée comme une potentielle épouse pour le futur Édouard VII (surnommé "Bertie" par sa famille) . Alors que sa mère, Victoria, avait choisi Anne, la sœur aînée de "Bertie" était opposée à cette union pensant qu'Anne était affublée de « spasmes musculaires gênants »  . Le temps passant, Victoria devint de plus en plus impatiente et tenta d'ignorer les indications de sa fille en déclarant « Je suis ravie de la description d'Anne, sauf des tics nerveux ». En fin de compte, ce fut Alexandra de Danemark qui fut choisie à sa place.
Le 4 juillet 1864, à Darmstadt, Anne épousa Frédéric-François II, grand-duc de Mecklembourg-Schwerin, fils de Paul-Frédéric de Mecklembourg-Schwerin  Le grand-duc, qui était de vingt ans son aîné, avait perdu sa femme, la princesse Augusta de Reuss-Köstritz en 1862. Ensemble, ils eurent une fille : la duchesse Anne Élisabeth Auguste Alexandrine de Mecklenbourg-Schwerin (de), le 7 avril 1865.

## Décès
Anne de Hesse-Darmstadt mourut de la fièvre puerpérale une semaine après avoir donné naissance à son unique fille. Elle fut enterrée à la cathédrale de Schwerin. Son époux se remaria avec la princesse Marie de Schwarzbourg-Rudolstadt avec qui il eut quatre enfants dont le duc Henri de Mecklembourg-Schwerin, époux de la reine Wilhelmine des Pays-Bas.
Sa fille mourut à l'âge de 16 ans le 8 février 1882 .

## Titres et distinctions

### Titres
- 25 mai 1843 - 4 juillet 1864 : Son Altesse la princesse Anne de Hesse-Darmstadt
- 4 juillet 1864 - 16 avril 1865 : Son Altesse royale la grande-duchesse de Mecklembourg-Schwerin

### Distinctions
- 30 août 1864 : dame grand-croix de l'ordre de Sainte-Catherine
- Dame de l'ordre de Louise

## Sources
- Pakula, Hannah (1995) - An Uncommon Woman: The Empress Frederick, daughter of Queen Victoria, Wife of the Crown Prince of Prussia, Mother of Kaiser Wilhelm. New York. Simon and Schuster.  (ISBN 0-684-84216-5)
- Genealogics - Leo van de Pas Princess Anna von Hessen und bei Rhein
- thePeerage.com : Anne Prinzessin von Hessen und bei Rhein